# Fastighetsel
Fastighetsel är den energi som förbrukas av utrustning som betjänar en byggnad, till exempel el till belysning av trapphus/källare, el till ventilationsfläktar, el till pumpar i värmesystemet, med mera. Till skillnad från hushållselen har brukarna i fastigheten liten möjlighet att påverka förbrukningen av fastighetsel. Fastighetsel mäts i kilowatt-timmar (kWh).
En fastighetsägare, däremot, har nytta av att veta hur hög förbrukningen av fastighetselen är eftersom han/hon kan minska denna genom att till exempel byta till effektivare fläktar och pumpar eller installera bättre styrning av belysningen. Därmed kan fastighetsägaren minska fastighetens driftkostnad och eventuellt även dess miljöpåverkan.